# Devil Girl from Mars
Devil Girl from Mars (bra: A Garota Diabólica de Marte; prt: A Marciana Diabólica) é um filme independente britânico de 1954, em preto e branco, do gênero ficção científica, dirigido por David MacDonald.
Produzido por Edward J. Danziger e Harry Lee Danziger, é estrelado por Patricia Laffan, Hugh McDermott, Adrienne Corri e Hazel Court, e foi lançado pela British Lion Filmes.
Devil Girl form Mars tornou-se um filme cult por causa da revolução home video.

## Sinopse
Nesta versão britânica de The Day the Earth Stood Still, um criminoso se refugia numa estalagem, aonde chega uma marciana anunciando que o matriarcado tomou o poder no seu planeta e que ela veio à Terra para abduzir machos humanos no intuito de ampliar sua raça.

## Elenco
- Patricia Laffan como Nyah, a Mulher Diabólica
- Hugh McDermott como Michael Carter
- Hazel Court como Ellen Prestwick
- Peter Reynolds como Robert Justin/Albert Simpson
- Adrienne Corri como Doris
- Joseph Tomelty como Professor Arnold Hennessey
- John Laurie como Mr. Jamieson
- Sophie Stewart como Mrs. Jamieson
- Anthony Richmond como Tommy
- James Edmund como David
- Stewart Hibberd como Leitor de jornal
- Larry Aten como Chani

## Produção
Devil Girl from Mars foi adaptado de uma peça de teatro e feito com orçamento muito baixo, sem regravações, exceto nos casos em que a própria película do filme danificou-se. Ele foi filmado num período de três semanas, durando a filmagem, com frequência, até tarde da noite. A atriz Hazel Court disse, mais tarde: "eu me lembro de ser muito divertido no set. Era como se fôssemos uma repertory company atuando no filme".
O robô, chamado Chani, foi construído por Jack Whitehead e era completamente automatizado, apesar de ter sofrido avarias durante as filmagens.
Assim como o roteirista Edmund H. North, do filme O Dia em que a Terra Parou (1951), tinha a intenção de evocar Jesus Cristo ao fazer o alienígena Klaatu posar de "Mr. Carpenter", também há indicações de que, com a marciana Nyah, tinha-se a pretensão de evocar uma anti-Virgem Maria.

## Recepção
O colunista da Rolling Stone Doug Pratt chamou Devil Girl from Mars de um filme "deliciosamente ruim". A "atuação é muito ruim e a coisa toda é tão divertida que faz você querer ir ao grupo de teatro local e forçá-los a fazer desta a sua próxima produção ao invés de Brigadoon".[carece de fontes?]
O crítico estadunidense Leonard Maltin disse que o filme é uma "imitação britânica hilariantemente solene, altamente cafona de filmes americanos baratos". O crítico britânico do Monthly Film Bulletin (1954) escreveu que "o cenário, o diálogo, a caracterização e os efeitos especiais são de uma ordem inferior, mas até mesmo sua modesta irrealidade tem seu charme. Não há, em verdade, nenhuma falha neste filme que alguém gostaria de ver eliminada. Tudo, de certa forma, é perfeito".
No livro Going to Mars, os autores descreveram o filme como "inegavelmente horrível, mas estranhamente interessante". Eles observaram que o enredo era "mais um reflexo da visão política dos anos 1950 e da desigualdade dos sexos do que um uma projeção ponderada de possibilidades presentes ou futuras ".
Eric S. Rabkin compara a personagem Nyah a uma dominatrix e até mesmo a uma neo-nazista. Ele disse que, no filme, "uma série de imagens carregadas e medos subconscientes" são tratados com ampla ironia cafona. Caso contrário, "sem alguns tipo de envolvimento psicológico subjacente, como alguém poderia assistir um filme tão mal feito"? O filme inspirou a autora Octavia Butler, ganhadora do Hugo e do Nebula, a começar a escrever ficção científica. Depois de assistir o filme aos 12 anos, ela declarou que poderia escrever algo melhor. Da mesma forma, Gronk, artista vanguardista de Los Angeles, lista este filme como o fator crucial que o guiou em sua escolha de carreira.